# Bolocera tuediae
Bolocera tuediae är en nässeldjursart som först beskrevs av Johnston 1832.  Bolocera tuediae ingår i släktet Bolocera, och familjen Actiniidae. Arten är reproducerande i Sverige. Arten har inget officiellt artnamn men kallas ibland för "Brännanemon", namnet har den för den är en av de få anemonerna i Sverige som kan bränna oss människor. 